# Ziazikow-Jurt
Ziazikow-Jurt (ros. Зязиков-Юрт) – wieś w Rosji, w Inguszetii, w rejonie małgobieckim. W 2010 liczyła 4027 mieszkańców.